# ميكيلي بويد
ميكيلي بويد (بالإنجليزية: Michele Boyd)‏ هي منتجة أفلام وممثلة أمريكية، ولدت في 29 أكتوبر 1980 في الولايات المتحدة.

## أعمال

### مسلسلات
- كيف قابلت أمكما

## وصلات خارجية
- ميكيلي بويد على موقع IMDb (الإنجليزية)
- ميكيلي بويد على موقع ميوزك برينز (الإنجليزية)
- ميكيلي بويد على موقع قاعدة بيانات الفيلم (الإنجليزية)